# Kotangenstétel
A kotangenstétel egy geometriai tétel, miszerint egy tetszőleges háromszög bármely félszögének kotangense egyenlő a félkerület és a szemközti oldal különbségének és a beírt kör sugarának arányával, vagyis:
{\displaystyle \mathrm {ctg} {\frac {\alpha }{2}}={\frac {s-a}{\rho }},}
{\displaystyle \mathrm {ctg} {\frac {\beta }{2}}={\frac {s-b}{\rho }},}
{\displaystyle \mathrm {ctg} {\frac {\gamma }{2}}={\frac {s-c}{\rho }},}
ahol {\displaystyle \rho ={\sqrt {\frac {(s-a)(s-b)(s-c)}{s}}}} a háromszög beírt körének sugara, {\displaystyle s={\frac {a+b+c}{2}}} pedig a háromszög félkerülete.
Másképp:
{\displaystyle {\frac {\mathrm {ctg} {\frac {\alpha }{2}}}{s-a}}={\frac {\mathrm {ctg} {\frac {\beta }{2}}}{s-b}}={\frac {\mathrm {ctg} {\frac {\gamma }{2}}}{s-c}}={\frac {1}{\rho }}}.

## Bizonyítása

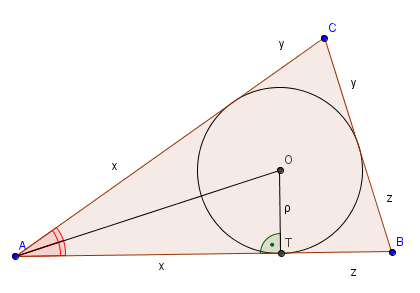
A kotangenstétel bizonyítása

Legyen az {\displaystyle A} csúcsnál lévő szög (a szokásos jelöléssel) {\displaystyle \alpha }, a szemközti oldal pedig {\displaystyle a}.
Ha a beírt kör {\displaystyle O} középpontjából merőlegest bocsátunk valamelyik (nem {\displaystyle a}) oldalra, az {\displaystyle A} pontot pedig összekötjük a {\displaystyle O} középponttal, akkor – az ábra szerint – egy derékszögű háromszöget kapunk, melynek {\displaystyle A}-nál lévő szöge {\displaystyle {\frac {\alpha }{2}}}, mert a beírt kör középpontja a szögfelezőkön van.
E háromszög {\displaystyle {\frac {\alpha }{2}}} szöggel szemközti befogója éppen {\displaystyle \rho } hosszúságú.
A háromszög oldalait a beírt körrel való érintési pontjai rendre két-két részre osztják, melyek hossza az ábra szerint {\displaystyle a=y+z}, {\displaystyle b=x+y}, {\displaystyle c=x+z} (adott pontból a körhöz húzott érintő szakaszok hossza egyenlő).
Az {\displaystyle ABC} háromszög félkerületének hossza így {\displaystyle s=x+y+z}, amiből az {\displaystyle ATO} háromszög {\displaystyle AT} befogójára {\displaystyle AT=x=s-(y+z)=s-a} adódik.
Az {\displaystyle ATO} háromszögben pedig
{\displaystyle \mathrm {ctg} {\frac {\alpha }{2}}={\frac {AT}{OT}}={\frac {s-a}{\rho }}}.
Mivel a bizonyítás közben a háromszög oldalainak, szögeinek semmilyen speciális tulajdonságát nem használtuk ki, a tétel éppígy igaz a többi oldalra is. Q.E.D.